# Búlgar
El búlgar, български (bŭlgarski), amb pronunciació AFI [ˈbɤɫɡɐrski], és una llengua indoeuropea pertanyent a la branca de les llengües eslaves, a la seva branca meridional, juntament amb l'eslovè, el serbocroat i el macedònic, llengua que, d'altra banda, molts consideren un dialecte del búlgar. També fou la primera llengua eslava en la qual es va produir literatura, i encara una forma del primer estadi d'aquest idioma és fet servir com a llengua eclesiàstica per l'Església ortodoxa. És la llengua oficial de Bulgària des de 1908, i des de 2007 forma part de les llengües oficials de la Unió Europea. També és parlat per les comunitats històriques búlgares de Macedònia del Nord, Ucraïna, Moldàvia, Sèrbia, Romania, Hongria, Albània i Grècia.
Des de l'etapa que s'estén des del búlgar antic (també anomenat antic eslau eclesiàstic) fins al búlgar modern, aquesta llengua va passar de ser una llengua altament sintètica a una llengua analítica.
Una de les peculiaritats és la desaparició de la declinació present en les altres llengües eslaves modernes. Encara se'n poden trobar rastres en la formació d'alguns substantius i adjectius, però els casos gramaticals han desaparegut completament. Si més no, aquesta llengua va conservar tota la complexitat del sistema verbal que caracteritzava el búlgar antic.
Un tret característic que comparteix amb romanès, albanès i el serbocroat són els articles enclítics, que probablement provenen de la llengua originària (de la branca turquesa) que es parlava en aquesta zona i que porta a parlar la unió lingüística balcànica. Articles s'afegeixen, com un sufix, a la fi de la paraula: com passa en les llengües escandinaves de la branca germànica. Per exemple мъж és 'home', i мъжът és 'l'home'.

## Història
Es pot dividir el desenvolupament de la llengua búlgara en diversos períodes.
- El període prehistòric cobreix el temps entre la migració eslava als Balcans orientals (c. el segle VI dC) i la missió dels sants Ciril i Metodi a la Gran Moràvia a l'any 860.
- L'Eslau eclesiàstic antic (segles IX a XI) és una norma literària del primer dialecte del sud de la llengua protoeslau a partir del qual va evolucionar el búlgar, també conegut com a búlgar antic.[7] Els sants Ciril i Metodi i els seus deixebles van utilitzar aquesta norma quan van traduir la Bíblia i altra literatura litúrgica del grec a l'eslau.
- Búlgar mitjà (segles XII al XV): una norma literària que va evolucionar a partir de l'antic búlgar antic, després que es produïssin grans innovacions. Llengua de rica activitat literària, va servir com a llengua oficial d'administració del Segon Imperi Búlgar, Valàquia, Moldàvia (fins al segle XIX) i una llengua important a l'Imperi Otomà.[8] El sultà Selim vaig parlar i el vaig fer servir bé.[9]
- El búlgar modern data del segle XVI i va experimentar canvis generals de gramàtica i sintaxi als segles XVIII i XIX. La llengua búlgara escrita actual es va estandarditzar sobre la base de la llengua búlgara del segle XIX. El desenvolupament històric de la llengua búlgara es pot descriure com una transició d'una llengua altament sintètica (el búlgar antic) a una llengua sintètica de flexió fusional amb certa analiticitat (búlgar modern) amb el búlgar mitjà com a punt mitjà d'aquesta transició.

El búlgar va ser la primera llengua eslava certificada per escrit. Com que la unitat lingüística eslava va perdurar fins a l'antiguitat tardana, els manuscrits més antics es van referir inicialment a aquesta llengua com ѧзꙑкъ словѣньскъ, "la llengua eslava". Al període búlgar mitjà aquest nom va ser substituït gradualment pel nom ѧзꙑкъ блъгарьскъ, la "llengua búlgara". En alguns casos, aquest nom es va utilitzar no només pel que fa a la llengua búlgara mitjana contemporània del copista, sinó també al període del búlgar antic. Un exemple més notable d'anacronisme és el Servei de Sant Ciril de Skopje (Скопски миней), un manuscrit búlgar mitjà del segle XIII del nord de Macedònia segons el qual Sant Ciril predicava amb llibres "búlgars" entre els eslaus de Moràvia. La primera menció de la llengua com a "llengua búlgara" en comptes de la "llengua eslava" arriba a l'obra del clergat grec de l'arquebisbat d'Ohrid al segle XI, per exemple a l'hagiografia grega de Climent d'Ohrid de Teofilacte d'Ohrid (finals del segle XI).

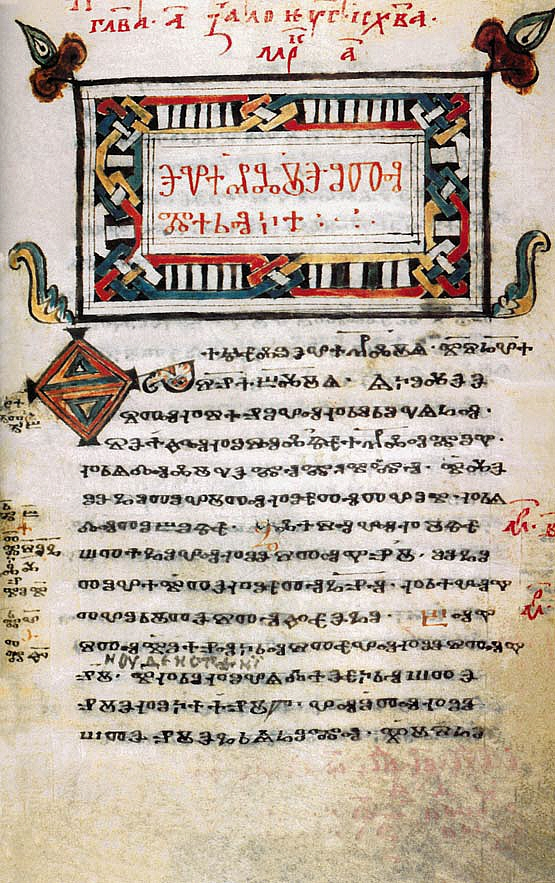
El Codex Zographensis és un dels manuscrits més antics en llengua búlgara antiga, datat de finals del o principis de l'XI.

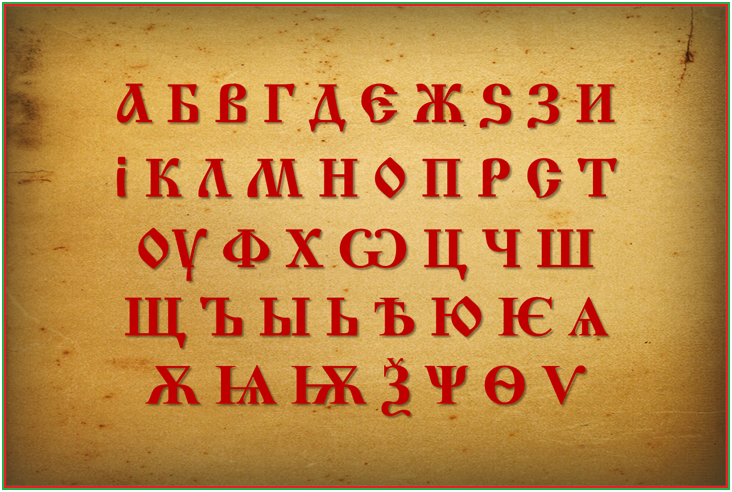
ciríl·lic

Durant el període búlgar mitjà, la llengua va sofrir canvis dramàtics, perdent el sistema de casos eslaus, però conservant el sistema verbal ric (mentre que el desenvolupament va ser exactament el contrari en altres llengües eslaves) i desenvolupant un article definit. Va ser influenciat pels seus veïns no eslaus a la zona lingüística dels Balcans (principalment gramaticalment) i més tard també pel turc, que era la llengua oficial de l'Imperi Otomà, en forma de llengua turca otomana, majoritàriament lèxicament. Els textos de damasquí marquen la transició del búlgar mitjà al nou búlgar, que es va estandarditzar al segle XIX.
A mesura que es va produir un renaixement nacional cap al final del període del domini otomà (principalment durant el segle XIX), va sorgir gradualment una llengua literària búlgara moderna que es basava en gran manera en l'eslavó eclesiàstic/bulgar antic (i fins a cert punt en el rus literari, que havia conservat molts articles lèxics de l'eslau eclesiàstic) i més tard va reduir el nombre de turcs balcànics i altres. Avui dia, una diferència entre els dialectes búlgars al país i el búlgar literari parlat és la presència significativa de paraules búlgares antics i fins i tot de formes de paraules en aquest últim. Els préstecs russos es distingeixen dels antics búlgars en funció de la presència de canvis fonètics específicament russos, com en оборот (volum de negoci, rev), непонятен (incomprensible), ядро (nucli) i altres. Molts altres préstecs del francès, l'anglès i les llengües clàssiques també han entrat a la llengua posteriorment.
El búlgar modern es basava essencialment en els dialectes orientals de la llengua, però la seva pronunciació és en molts aspectes un compromís entre el búlgar oriental i occidental (vegeu especialment les seccions fonètiques més avall). Després dels esforços d'algunes figures del despertar nacional de Bulgària (sobretot Neofit Rilski i Ivan Bogorov), hi havia hagut molts intents de codificar una llengua búlgara estàndard ; tanmateix, hi havia molts arguments al voltant de l'elecció de les normes. Entre 1835 i 1878 es van presentar més de 25 propostes i es va produir el "caos lingüístic". Finalment els dialectes orientals van imposar-se, i el 1899 el Ministeri d'Educació búlgar va codificar oficialment una llengua búlgara estàndard basada en l'ortografia Drinov-Ivanchev.

## Distribució geogràfica
El búlgar és la llengua oficial de Bulgària, on s'utilitza en tots els àmbits de la vida pública. A partir del 2011, es parla com a primera llengua per uns 6 milions de persones al país, o aproximadament quatre de cada cinc ciutadans búlgars.
També hi ha una important diàspora búlgara a l'estranger. Una de les principals comunitats històricament establertes són els búlgars de Bessarabia, l'assentament dels quals a la regió de Bessaràbia de l'actual Moldàvia i Ucraïna data majoritàriament a principis del segle XIX. Hi havia 134,000 parlants de búlgar a Ucraïna al cens de 2001, 41,800 a Moldàvia segons el cens de 2014 (dels quals 15,300 eren usuaris habituals de l'idioma), i presumiblement una proporció significativa dels 13.200 residents a les ètnies transnistries búlgares
Una altra comunitat a l'estranger són els Búlgars del Banat, que van emigrar al segle XVII a la regió del Banat ara dividida entre Romania, Sèrbia i Hongria. Parlen el dialecte búlgar de Banat, que ha tingut el seu propi estàndard escrit i una tradició literària històricament important.
També hi ha parlants búlgars als països veïns. Els dialectes regionals del búlgar i el macedoni formen un continu dialectal, i no hi ha un límit ben definit on una llengua acaba i l'altra comença. Dins dels límits de la República de Macedònia del Nord, des de la Segona Guerra Mundial ha sorgit una forta identitat macedònia separada, tot i que encara hi ha un petit nombre de ciutadans que identifiquen la seva llengua com a búlgar. Més enllà de les fronteres de Macedònia del Nord, la situació és més fluida, i les bosses de parlants dels dialectes regionals relacionats a Albània i a Grècia identifiquen la seva llengua com a macedoni o búlgar. A Sèrbia, l'any 2011 hi havia 13.300 parlants, concentrats principalment a les anomenades Terres Exteriors Occidentals al llarg de la frontera amb Bulgària. El búlgar també es parla a Turquia: de manera nativa els pomacs, i com a segona llengua per molts turcs búlgars que van emigrar de Bulgària, sobretot durant la "Gran excursió" de 1989.
La llengua també està representada entre la diàspora d'Europa occidental i Amèrica del Nord, que ha anat creixent constantment des dels anys noranta. Els països amb un nombre significatiu de parlants inclouen Alemanya, Espanya, Itàlia, el Regne Unit (38,500 parlants a Anglaterra i Gal·les el 2011), França, els Estats Units i el Canadà ( 19,100 el 2011).

## Dialectes
La llengua es divideix principalment en dues àmplies àrees dialectals, basades en els diferents reflexes de la vocal protoeslava yat (Ѣ). Aquesta escissió, que es va produir en algun moment durant l'Edat Mitjana, va conduir al desenvolupament de Bulgària:

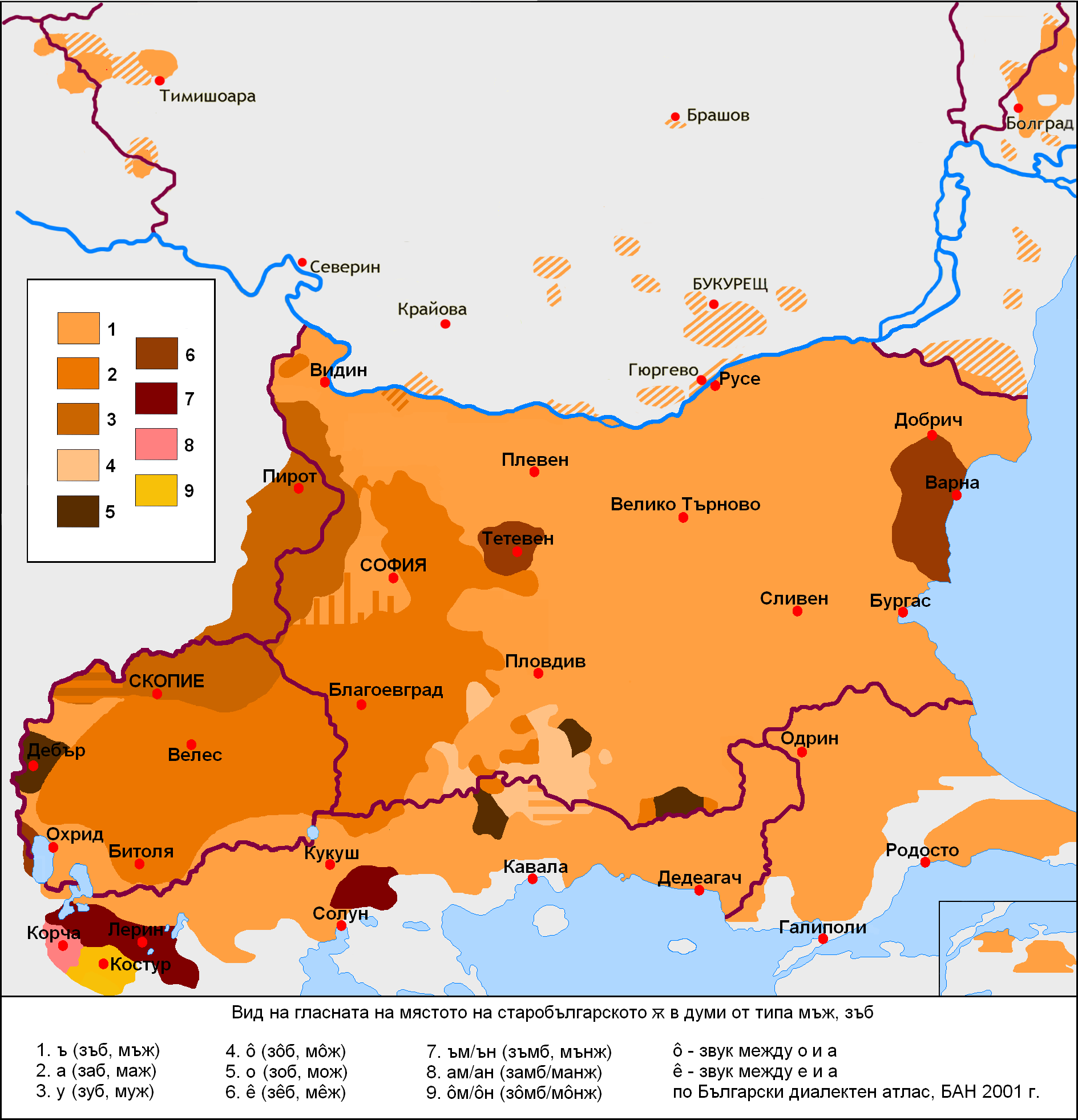
L'extensió dels dialectes búlgars segons l'Acadèmia de Ciències de Búlgar mostra que abasta els dialectes eslaus orientals del sud. Les subregions es diferencien per la pronunciació dhome i tooth.

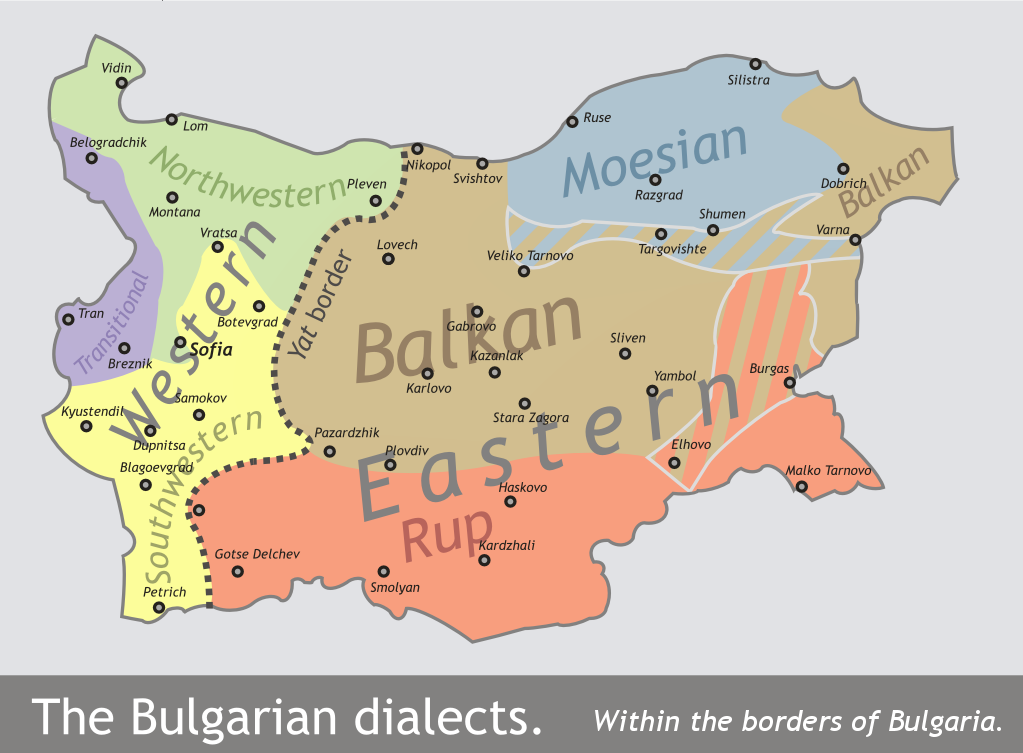
Mapa dels dialectes búlgars dins de Bulgària

- Dialectes occidentals (anomenats informalment твърд говор/ tvurd govor - "discurs dur")
  - l'anterior yat es pronuncia "e" en totes les posicions. p. ex. млеко (mlekò) – llet, хлеб (hleb) – pa.
- Dialectes orientals (anomenats informalment мек говор/ mek govor - "discurs suau")
  - l'anterior yat alterna entre " ya" i "e" : es pronuncia "ya" si està accent i la síl·laba següent no conté una vocal frontal (e o i) – p . хл е бар (hl e bàr) – forner. Aquesta regla s'obté en la majoria de dialectes orientals, encara que alguns tenen "ya", o un so especial "e oberta", en totes les posicions.

La norma lingüística literària, que es basa generalment en els dialectes orientals, també té el reflex alternatiu oriental de yat. Tanmateix, no ha incorporat la dièresis oriental general de tots els sons sincrònics o fins i tot històrics "ya" a la "e" abans de les vocals frontals, per exemple, поляна (polyana) vs полени (poleni) "prat - prats" o fins i tot жаба (zhaba) vs. encara que es produeix conjuntament amb l'alternança del yat en gairebé tots els dialectes orientals que la tenen (excepte alguns dialectes al llarg de la frontera del yat, per exemple a la regió de Pleven).
Més exemples de la dièresi yat en la llengua literària són:
- mly à ko (llet) [n.] → ml e kàr (lleter); ml è chen (lletós), etc.
- sy à dam (seure) [vb.] → s e dàlka (seient); s e dàlishte (seu, p. ex. de govern o institució, butt[25] ), etc.
- svy a t (sant) [adj.] → sv e tètz (sant); sv e tìlishte (santuari), etc. (en aquest exemple, ya/e no prové del yat històric sinó del petit yus (ѧ), que normalment es converteix en e en búlgar, però la paraula va estar influenciada pel rus i la dièresi yat)

Fins a 1945, l'ortografia búlgara no va revelar aquesta alternança i va utilitzar la lletra ciríl·lica eslava antiga original yat (Ѣ), que en aquella època s'anomenava comunament двойно е ( dvoyno e) per expressar la vocal històrica yat o almenys les vocals d'arrel que mostraven l'alternança ya – e. La lletra s'utilitzava en cada ocurrència d'aquesta arrel, independentment de la pronunciació real de la vocal: així, tant ml ya ko com ml e kar s'escrivien amb (Ѣ). Entre altres coses, això es va veure com una manera de "conciliar" els dialectes occidental i oriental i mantenir la unitat lingüística en un moment en què gran part de l'àrea dialectal occidental de Bulgària estava controlada per Sèrbia i Grècia, però encara hi havia esperances i intents ocasionals de recuperar-la. Amb la reforma ortogràfica de 1945 es va suprimir aquesta lletra i es va introduir l'ortografia actual, reflectint l'alternança en la pronunciació.
Això va tenir implicacions per a algunes construccions gramaticals:
- El pronom de tercera persona del plural i els seus derivats. Abans de 1945 el pronom "ells" s'escriuva тѣ (tě), i els seus derivats van prendre aquesta com a arrel. Després del canvi ortogràfic, el pronom i els seus derivats van rebre una part igual d'ortografia suau i dura.[Cal aclariment]

  - "ells" – т е ( te) → "ells" – т я х (tyah);
  - "els seus" – t e gallina (masc.); t ya hna (fem.); t ya hno (neut.); t e hni (plur.)
- els adjectius van rebre el mateix tractament que тѣ:
  - "sencer" – ts ja l → "tot ...": ts e liyat (masc.); ts ya lata (fem.); ts ya loto (neut.); ts e lite (plur.)

De vegades, amb els canvis, les paraules es van començar a escriure com altres paraules amb significats diferents, per exemple:
- свѣт (svět) - "món" es va convertir en свят (svyat), escrit i pronunciat igual que свят - "sant".
- тѣ (tě) – "ells" es van convertir en те (te).

Malgrat la norma literària sobre la vocal yat, moltes persones que viuen a Bulgària occidental, inclosa la capital Sofia, no respectaran les seves regles. Tot i que la norma requereix les realitzacions vidyal vs videli (ell ha vist; han vist), alguns nadius de Bulgària occidental conservaran la seva pronunciació dialectal local amb "e" per a tots els casos de "yat" (per exemple, videl, videli). Altres, intentant adherir-se a la norma, en realitat utilitzaran el so "ya" fins i tot en els casos en què la llengua estàndard tingui "e" (per exemple vidyal, vidyali). Aquesta darrera hipercorrecció s'anomena свръхякане ( svrah-yakane ≈ " overya -ing").
Canvi de /jɛ/ /ɛ/
El búlgar és l'única llengua eslava l'estàndard literari de la qual no conté naturalment la iotada e /jɛ/ (o la seva variant, e després d'una consonant palatalitzada /ʲɛ/, excepte en paraules no eslaves prestades a l'estranger). Aquesta combinació de so és comuna a totes les llengües eslaves modernes (per exemple, txec medv ě d /ˈmɛdvjɛt/ "ós", polonès p ię ć /pʲɛ̃tɕ/ "cinc", serbocroat je len /jělen/ "cérvol", ucraïnès нема є /nemájɛ/ "no n'hi ha ...", macedoni пишува ње /piʃuvaɲʲɛ/  "escriptura", etc.), així com algunes formes dialectals del búlgar occidental, per exemple, ора̀н'е /oˈraɲʲɛ/ (búlgar estàndard: оране /oˈranɛ/, "llaurar"), però no està representat en la parla o l'escriptura búlgara estàndard. Fins i tot on /jɛ/ apareix en altres paraules eslaus, en búlgar estàndard se sol transcriure i pronunciar com /ɛ/ pur – per exemple, Boris Yeltsin és "Eltsin" (Борис Елцин), Ekaterinburg és "Ekaterinburg" (Екатеринбург) i Sarajevo és "Saraevo" (Сараево), tot i que, a causa de l'accent i el començament de la paraula, Jelena Yeković és "Janković" Йелена Янкович).

## Alfabet
L'any 886 de l'era cristiana els búlgars varen adoptar l'alfabet glagolític, emprat pels missioners romans d'Orient Ciril i Metodi. En els segles posteriors va ser gradualment substituït per l'alfabet ciríl·lic, desenvolupat per l'Escola Literària de Preslav, establerta per Borís I de Bulgària a la capital de l'època, Pliska, i després traslladada a la nova capital, Preslav. La majoria de lletres d'aquest nou alfabet s'havien extret de l'alfabet grec, i per a aquelles que representaven sons desconeguts per a la llengua grega senzillament es van adaptar lletres simplificades de l'alfabet glagolític.
Sota la influència de la literatura impresa de Rússia, l'«escriptura» civil de Pere I de Rússia es va aplicar també a la llengua dels búlgars, i va substituir l'anterior versió pertanyent a l'eslau eclesiàstic, devers la fi del segle xviii. Existien diferents tipus d'alfabets ciríl·lics al començament del segle xix: alguns tenien 28 lletres i d'altres arribaven a les 44. Finalment, el búlgar es va codificar per inspiració de Marin Drinov amb 32 caràcters. Aquesta escriptura es feu servir fins al 1945, any en el qual dues de les lletres (Ѣ yat o doble e [æː], i Ѫ yus golyam [ɔ̃]) varen ser eliminades de l'alfabet. La versió actual consta de 30 lletres per al búlgar:
| А а /a/ | Б б /b/ | В в /v/ | Г г /g/  | Д д /d/ | Е е /ɛ/  | Ж ж /ʒ/      | З з /z/  | И и /i/  | Й й /j/  |
| К к /k/ | Л л /l/ | М м /m/ | Н н /n/  | О о /ɔ/ | П п /p/  | Р р /r/      | С с /s/  | Т т /t/  | У у /u/  |
| Ф ф /f/ | Х х /x/ | Ц ц /ʦ/ | Ч ч /tʃ/ | Ш ш /ʃ/ | Щ щ /ʃt/ | Ъ ъ /ɤ̞/, /ə/ | Ь ь¹ /ʲ/ | Ю ю /ju/ | Я я /ja/ |

¹ suavitza les consonants abans de la lletra 'o'

## Fonologia

### Vocals
El sistema vocàlic búlgar té sis vocals, detallades en aquesta taula:
| Alfabet | IPA | X-SAMPA | Descripció           | es pronuncia com |
| ------- | --- | ------- | -------------------- | ---------------- |
| и       | [i] | [i]     | frontal tancada      | sí               |
| е       | [ɛ] | [E]     | frontal mig oberta   | èxit             |
| а       | [a] | [a]     | central oberta       | fa               |
| ъ       | [ə] | [@]     | central mig oberta   | Barcelona        |
| у       | [u] | [u]     | posterior tancada    | tu               |
| о       | [ɔ] | [o]     | posterior mig oberta | òpera            |

Les vocals en búlgar s'agrupen per llur articulació en: frontal, central i posterior. Són relativament fluixes, com en la majoria de llengües eslaves, al contrari de les vocals típiques i accentuades de les llengües germanes. Les vocals no accentuades [a], [ə], [ɔ], [u] tendeixen a ser més breus i febles que les seves equivalents accentuades, i n'igualen gairebé els sons. No obstant això, no és possible fer una reducció similar de [ɛ] a [i].

### Semivocals
El búlgar té una semivocal: /j/, equivalent a la i en "rei". La /j/ sempre precedeix o segueix immediatament una vocal. Aquesta semivocal s'expressa gràficament gairebé sempre mitjançant la lletra й, com, per exemple: най /naj/ (majoria) i тролей /trolej/ (troleibús). Però, a més, també s'empren les lletres ю i я quan la semivocal precedeix /u/ i /a/, per exemple: ютия /jutija/ (ferro, planxa). Després d'una consonant, ю i я signifiquen una consonant palatalitzada més que una semivocal: бял /bʲal/ (blanc).
- й també significa 'a ella' o el possessiu 'd'ella' (seu).
  - Per exemple: Porta-li (a ella) un got d'aigua, si us plau = Дай й еднa чaшa вoдa, мoля.
  - Per exemple: La seva bossa de mà és allà = Чaнтaтa й е тaм.

## Lèxic
Al voltant de 2.000 mots del lèxic actual amb un origen eslau han sobreviscut en la parla actual, per la mediació del búlgar antic i mitjà fins a arribar a la llengua búlgara actual. La quantitat de lèxic purament búlgar, preeslau, és insignificant (prop de 20 paraules), mentre que la quantitat d'importacions del llatí, del grec i en menor mesura del rus i el francès és notable. Les nombroses paraules d'origen turc, que varen arribar al búlgar durant la dominació otomana, han anat tendint a desaparèixer durant aquest període, i s'han substituït per paraules pròpiament eslaves, i avui en dia la seva quantitat segueix sent significativa, però menor que la de les altres llengües esmentades.